# Facebook Watch
Facebook Watch est un service de vidéo à la demande créé par Facebook. Lancé le 10 août 2019 aux États-Unis, il est disponible depuis le 30 août 2021 dans le monde entier,.
Le fonctionnalité intitulée Facebook Watch Party permet de visionner des vidéos à plusieurs en même temps mais à distance. En mars 2019, Facebook intègre la musique et la TV dans son service Watch Party. Facebook indique avoir comptabilisé, entre août 2017 et mars 2019, plus de 12 millions de Watch Parties dans les groupes.